# 322 Phaeo
322 Phaeo este un asteroid din centura principală, descoperit pe 27 noiembrie 1891, de Alphonse Borrelly.